# Parafia św. Andrzeja Apostoła w Restarzewie
Parafia św. Andrzeja Apostoła w Restarzewie – parafia rzymskokatolicka, znajdująca się w archidiecezji łódzkiej, w dekanacie szczercowskim.
Według stanu na miesiąc luty 2017 liczba wiernych w parafii wynosiła 2560 osób.